# Усмивката на гущера
„Усмивката на гущера“ (на португалски: O Sorriso do Lagarto) е бразилска теленовела, излъчвана от Rede Globo през 1991 година.

## Сюжет
Историята се развива в измисления остров Санта Круз, който се превръща в сцена за любовта между Жоао Педрозо, биолог, който е изоставил всичко, за да се отдаде на своята страст, и Ана Клара, нещастна млада жена, омъжена за секретаря по здравето д-р Анжело Маркос.
Сериалът започва със загадъчната смърт на Мария дас Мерсес, разследвана от детектив Песаня, който се сблъсква с толкова много мистерии, които се случват в района.
Островът също така е място с неповторима природна красота и идеално място за дейността на д-р Лусио Немесио. В обществената болница на града, той осъществява генетични опити като накрая иска да създаде нова под-раса, в която да липсват част от човешките качества.
Основното ядро в историята стои група от корумпирани личности като Тавиньо, Нандо и Бебел, любовница на д-р Анжело, който е лидера. Те представляват местния елит и знаят, че живеят в един район, в който не е открито все още личното облагодетелстване. Намеренията на тези злодеи е да издигнат острова до нивото на столица и по този начин да постигнат големи печалби.
Интересното е да се отбележи, че тонът и колоритът на местното население, с техните вярвания и дела, се забелязва в цялата история. Сред жителите на общността са Шико Багре, служител на Жоао Педрозо; Бранка, дъщеря на Сирино и Жоакин, рибар, който не намира отклик на любовта, която изпитва към Бранка.
Бранка се влюбва в биолога Жоао Педрозо, като при това дори прибягва до помощта на магиите на светеца-свещеник Бара, за да покори сърцето на своя любим. В края на историята, тя полудява в буквалния смисъл на думата.
Приятелят на Жоао, отец Монтейриньо, влага своята вяра при противопоставянето, което изпитва към Бранка. Но не се поддава на провокациите на страстта.
След като успяват да се справят с безброй препятствия, Жоао Педрозо и Ана Клара изживяват своята силна страст и в резултат на това, тя забременява, но Жоао е убит при засада на д-р Анжело и изхвърлен през борда, за да бъде изяден от рибите. Без да получи разумно обяснение за това, което се е случило с нейния любим, Ана Клара също полудява. Тя приема друга самоличност и се връща в дома на Анжело.
Детектив Песаня не успява да разкрие някои от престъпленията, които разследва в града и накрая се отказва... Д-р Лусия продължава със своите експерименти, а Ана издава книга, в която описва всичко, на което е станала свидетел...
В последната сцена на историята, камерата показва хибрид между гущер и човек, който се крие в църквата, докато църковният хор пее една от песните си...
Това е един от редките случаи, когато злодеите в историята не получават заслуженото – в края всички загадки са разкрити, но престъпниците не са наказани...

## В България
В България теленовелата е излъчена по Нова телевизия през периода 1994–1995 г. с български дублаж.